# 水海 (古河市)
水海（みずうみ）は、茨城県古河市にある大字。郵便番号は306-0215。

## 地理
2005年まで猿島郡総和町の一部だった。南側は利根川に接し、かつては東南に水海沼（みずうみぬま）と呼ばれる沼が存在したが、現在はほとんどが干拓されている。
室町時代には簗田氏によって水海城が築城され、関宿城に本拠を移すまで同氏の拠点となった。北利根工業団地の造成に伴い、1968年には北東部が大字北利根として分離した。

## 世帯数と人口
2017年（平成29年）7月31日現在の世帯数と人口は以下の通りである。
| 大字 | 世帯数  | 人口    |
| ---- | ------- | ------- |
| 水海 | 899世帯 | 2,267人 |

## 交通
- 国道354号

## 施設
- 古河市立水海小学校
- 吉祥寺
- 三島神社